# Thavil
Un thavil (en tàmil: தவில்) o tavil és un tambor amb dues membranes en forma de cilindre originari de l'estat de Tamil Nadu. També s'utilitza àmpliament a Andhra Pradesh, Karnataka, Kerala, Telangana i al nord i l'est de Sri Lanka, a la zona de majoria tàmil anomenada Tamil Eelam.

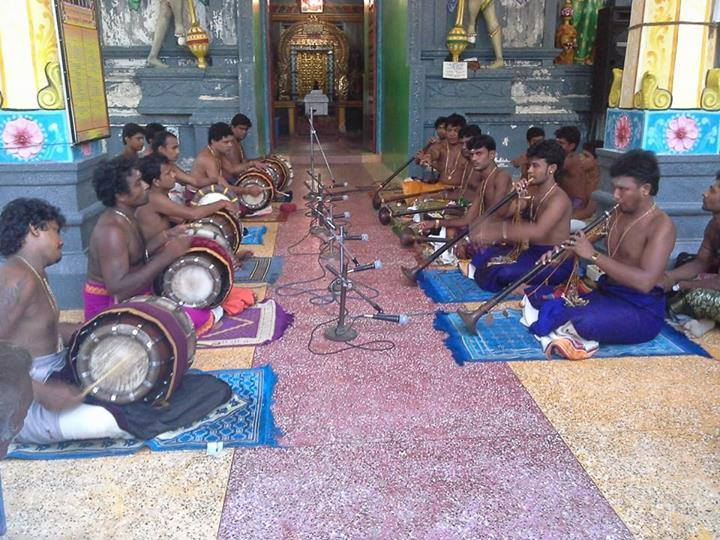
Músics de thavil i nadaswaram

S'utilitza tant en les cerimònies dels temples com en la música popular i la música carnàtica, sovint acompanyant el nadaswaram, un instrument de vent. El thavil i el nadaswaram són components essencials de les festes i cerimònies tradicionals al sud de l'Índia.

## Característiques
El thavil consisteix en una closca cilíndrica buidada de fusta de jaca. Les capes de pell d'animal (búfal d'aigua a la dreta, cabra a l'esquerra) s'estenen pels dos costats de la closca mitjançant cèrcols de cànem units a la closca. El costat dret de l'instrument té un diàmetre més gran que el costat esquerre. La cara més gran es toca amb uns didals i té un to més alt que la cara més petita, que es toca amb una baqueta.
El thavil modern té un cos que està vorejat per un anell d'acer recobert de plàstic sobre el qual les dues pells es fixen mitjançant corretges metàl·liques. Les dues pells es poden ajustar per separat.
L'instrument es toca mentre s'està assegut, o bé penjat de l'espatlla amb una corretja de tela anomenada nadai. La ciutat de Thanjavur és coneguda pel thavil anomenat Thanjavur thavil.